# Ischnoptera argentina
Ischnoptera argentina är en kackerlacksart som beskrevs av Morgan Hebard 1921. Ischnoptera argentina ingår i släktet Ischnoptera och familjen småkackerlackor. Inga underarter finns listade i Catalogue of Life.